# ATOW1996
ATOW1996は、地球上で最北の陸地と主張されている地点の一つである。長さ10メートル、高さ1メートルほどの大きさの小さな岩礁であり、グリーンランド北端のモリス・ジェサップ岬からさらに数キロメートル北、北緯83度40分34.8秒 西経30度38分38.6秒 / 北緯83.676333度 西経30.644056度に位置する。1996年にジョン・ジャンシック、ケン・ツェルプスト率いる探検プロジェクト「the American Top of the World Expedition（ATOWexpedition）」によって発見され、その名と発見年に因み命名された。
その後2001年7月に行われた、テレサ・ベーカー、ジョン・ジャンシック、ケン・ツェルプスト率いる「Return to the Top of the World Expedition」によって、さらに北方（北緯83度41分06秒 西経30度45分36秒 / 北緯83.68500度 西経30.76000度）に新しい岩礁が発見された（RTOW2001）。その際、彼らはATOW1996が存在し続けていることを確認している。
83-42（北緯83度42分05.2秒 西経30度38分49.4秒 / 北緯83.701444度 西経30.647056度）と呼ばれる別の島も発見されている。ATOW1996よりやや大きな島であり、大きさ35 × 15メートル、高さ4メートルほどである。しかしながら、恒久的に存在し続けるかどうかは定かではない。
砂礫の塊であるオーダーク（北緯83度40分 西経30度40分 / 北緯83.667度 西経30.667度座標: 北緯83度40分 西経30度40分 / 北緯83.667度 西経30.667度）もまた、半恒久的に存在する最北の陸地だと主張されている。
いずれにせよこれらの島々は、波や海氷により容易に侵食されるため、長期間存在し続けるものではない。「最北の恒久的な陸地」として多くの科学者から認められている地点は、カフェクルベン島（北緯83度40分 西経29度50分 / 北緯83.667度 西経29.833度）である。